# Gastrancistrus terebrator
Gastrancistrus terebrator är en stekelart som först beskrevs av De Santis 1968.  Gastrancistrus terebrator ingår i släktet Gastrancistrus och familjen puppglanssteklar. Inga underarter finns listade i Catalogue of Life.